# سيتي هانتر
سيتي هانتر (باليابانية: シティーハンター) (بالإنجليزية: City Hunter)‏ ، هي مانغا يابانية من تأليف ورسم تسوكاسا هوجو، نشرت في الفترة من 1985 إلى 1991 في مجلة شونن جمب الأسبوعية. اقتبست المانغا إلى مسلسل أنمي من انتاج سنرايز في عام 1987.
تحولت المانغا إلى امتياز إعلامي يتكون من العديد من الاقتباسات من عدة بلدان. يتضمن الامتياز أربعة مسلسلات تلفزيونية من الرسوم المتحركة، وثلاثة عروض تلفزيونية خاصة من الرسوم المتحركة، وخمسة أفلام رسوم متحركة طويلة (بما في ذلك فيلم تم إصداره في فبراير 2019 وفي سبتمبر 2023)، والعديد من أفلام الحركة الحية (بما في ذلك فيلم هونغ كونغ من بطولة جاكي شان وفيلم فرنسي) وألعاب الفيديو والدراما التلفزيونية الكورية الحية. وأيضًا مانغا جانبية باسم Angel Heart، والتي بدورها أنتجت إلى مسلسل تلفزيوني خاص بها من الرسوم المتحركة ودراما تلفزيونية يابانية حية.

## القصة
تدور القصة حول ريو سيبا يعمل كصياد في مدينة طوكيو حيث أنه دائما مايكون هناك رجل أو فتاة يتعرضان لمخاطر فيقومون باستئجار ريو للقيام بمهام كعمل حارس شخصي لكن ريو دائماً ما يفعل شيأ للفتاة مثل ان يقبلها أو يدخل عليها في الحمام أو يفعل شيء من ذلك لكن هناك فتاة دائما تمنع حدوث شيء سيئ مع فتاة وهذا يجعل الانمي يحصل على جو كوميدي. ريو هو بطل المواقف الكثير والغريبة والشيقة التي يتعرض له جراء عمله الصعب في اصتياد الأشرار.

## وصلات خارجية
- Official Website for City Hunter Complete DVD box set (باليابانية)
- سيتي هانتر على موقع ANN manga (الإنجليزية)
- J-pop.com review of City Hunter: The Motion Picture